# Leó Weiner
Leó Weiner (16. dubna 1885 Budapešť – 13. září 1960 Budapešť) byl maďarský hudební pedagog a skladatel.

## Život
Weiner studoval od roku 1901 do roku 1906 u Hanse Koesslera. Za Serenádu op. 3, kterou napsal během studií, získal několik cen. Následovala další ocenění. Po krátkém působení jako korepetitor v Maďarské státní opeře a některých sponzorovaných studijních cestách (Benátky, Paříž, Mnichov, Berlín) se od roku 1908 stal profesorem kompozice a komorní hudby na budapešťské hudební akademii. Po německé okupaci Maďarska v březnu 1944 byl Weiner kvůli svému židovskému původu internován jako nuceně nasazený. Na přímluvu kolegy byl propuštěn a našel útočiště nejprve v úkrytu v Mezinárodním ghettu zřízeném švédským diplomatem Raoulem Wallenbergem, později v centrálním ghettu, které bylo osvobozeno Rudou armádou v lednu 1945.
Po odchodu do důchodu v roce 1949 pokračoval ve výuce. Jeho nejvýznamnějšími žáky byli Géza Anda, Antal Doráti, Andor Foldes, György Kurtág, György Sebők, Georg Solti a Tibor Varga.

## Tvorba
Weiner napsal mimo jiné pět divertiment, symfonickou báseň, passacagliu, dvě houslové sonáty, concertino pro klavír a orchestr, tři smyčcové kvartety a klavírní hudbu. Psal také hudebně didaktická díla. Weinerův (čtyřruční) Fuchstanz, 2. věta z jeho Divertimenta č. 1 op. 20 pro smyčce, se těší velké oblibě mezi klavíristy.